# Ainhoa Etxaide
Ainhoa Etxaide Amorrortu (Fuenterrabía, Guipúzcoa, 1972) es una sindicalista española del País Vasco. Fue secretaria general de Langile Abertzaleen Batzordeak (LAB) y ha sido la primera mujer en convertirse en líder de uno de los principales sindicatos vascos.

## Biografía
Nació en una familia de pescadores. Se licenció en derecho por la Universidad del País Vasco (UPV/EHU) y es madre de un hijo junto a su pareja Izaskun Guarrotxena desde 2005.
Vinculada a la izquierda abertzale, durante dos años fue miembro de la Junta Directiva de la asociación de estudiantes Ikasle Abertzaleak y en 1996 se hizo cargo de las juventudes del sindicato Langile Abertzaleen Batzordeak, LAB-Gazteak, incorporándose posteriormente a la secretaría nacional del sindicato. 
Se presentó en las candidaturas de Herri Batasuna en Fuenterrabía en las elecciones municipales de 1995, así como en las autonómicas de 2001. En 2000 asumió la política social de LAB y formó parte del comité ejecutivo del sindicato hasta que fue elegida secretaria general adjunta en el penúltimo congreso.
En 2008, en el congreso de LAB celebrado en Baracaldo, fue elegida secretaria general relevando a Rafa Díez. Ejerció el cargo hasta 2017, que pasó a serlo Garbiñe Aranburu.
Desde 2017 está a cargo de feminismo en LAB.